# Juliana Berardo
Juliana Berardo (La Cautiva, Córdoba, Argentina; 1 de mayo de 1998) es una exfutbolista argentina. Jugó como delantera y su último equipo fue el Club Atlético Talleres de la Liga Cordobesa de Fútbol. También formó parte de la Selección femenina de fútbol de Argentina

## Trayectoria
Inició su camino en el mundo del fútbol jugando para el equipo que representa a la Municipalidad de La Cautiva. Cuando disputaba un torneo en dicha localidad fue observada por gente que trabajaba en el club Huracán de Laboulaye.
Tiempo después, Berardo recibió una invitación de Mariana Ferreti, entrenadora del equipo de fútbol femenino de la Universidad Nacional de Río Cuarto para formar parte del plantel Sub-17. Gracias a dicha invitación, mientras disputaba un torneo en Oliva (Córdoba),. En 2015 luego de su buen desempeño en el Sudamericano Sub 17 fue fichada por Club Atlético Boca Juniors, luego, por no poder adaptarse decidió volver a sus ciudad natal. En 2016. la oriunda de La Cautiva, pasó a jugar para el Club San Martín de Vicuña Mackenna y en 2017 a Asociación Atlética Estudiantes. En ambas oportunidades obtuvo el premio a la mejor jugadora de la Liga de Río Cuarto.
Luego de su destacada participación en el Torneo Sudamericano Sub-20 de Ecuador, recibió numerosas ofertas de clubes del fútbol argentino como Club Atlético San Lorenzo de Almagro, Club Atlético River Plate, Club Deportivo UAI Urquiza y Club Atlético Boca Juniors así como también varias universidades de Estados Unidos.
En el año 2019 viajó a España para entrenar una semana en la Ciudad Condal, Barcelona. Ese año disputó la Liga Cordobesa de Fútbol con Talleres. con el que consiguió el subcampeonato de Primera A y fue la goleadora del equipo.

## Selección nacional
En junio del año 2015,  fue convocada para realizar una prueba en el predio de Ezeiza. donde luego fue convocada para formar parte del plantel del seleccionado sub-17.
En 2015, participó con el combinado nacional de un Torneo Sudamericano disputado en Brasil donde obtuvo el subcampeonato. En el año 2018 participó del Campeonato Sudamericano Femenino Sub-20 de 2018, disputado en Ecuador, donde fue la goleadora del equipo con tres tantos.
Además participó de los Juegos Suramericanos Cochabamba, donde el elenco nacional terminó en la quinta ubicación. Sus buenas actuaciones le valieron ser convocada para la próxima Copa América.

## Clubes
| Club                               | Año       |
| ---------------------------------- | --------- |
| Huracán (L)                        | 2014      |
| Universidad Nacional de Rio Cuarto | 2015      |
| Boca Juniors                       | 2015      |
| San Martín (VM)                    | 2016      |
| Estudiantes de Río Cuarto          | 2017-2018 |
| Talleres                           | 2019-2020 |